# السبیخه
السبیخه (به عربی: السبیخة) یک منطقهٔ مسکونی در تونس است که در استان قیروان واقع شده‌است. السبیخه ۸٬۱۰۴ نفر جمعیت دارد.